# サム・ガールズ
サム・ガールズ (Some Girls) は、アメリカのロックバンド。2001年、かつてブレイク・ベイビーズのバンドメイトだったジュリアナ・ハットフィールドとフリーダ・ラヴ、 The PiecesやThe Only Childrenというバンドのメンバーだったハイジ・グルックの3人によって結成された。バンド名はローリング・ストーンズが1978年にリリースしたアルバム『女たち』（原題：Some Girls）から採られた。2003年に1枚目のアルバム『Feel It』、2006年に2枚目のアルバム『Crushing Love』をリリースした。

## メンバー
- ジュリアナ・ハットフィールド（Juliana Hatfield） - ボーカル、ギター、キーボード
- ハイジ・グルック（Heidi Gluck） - ベース、ボーカル、ギター、キーボード
- フリーダ・ラヴ（Freda Love） - ドラムス、ボーカル

## 作品
- Feel It （2003年）
- Crushing Love （2006年）